# Weißenbacher Straße

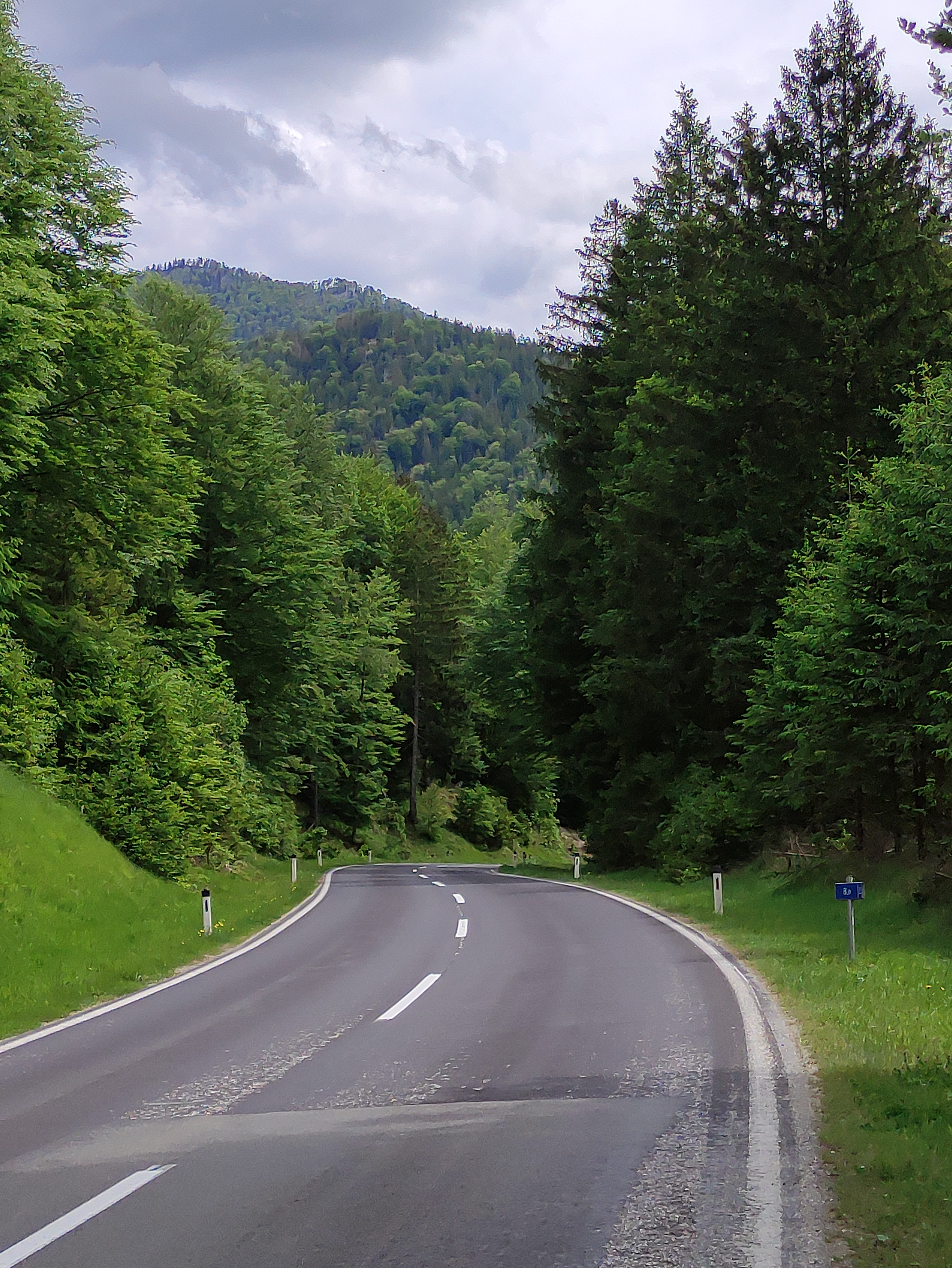
Die Weißenbacher Straße am Weißenbacher Sattel

Die Weißenbacher Straße (B 153) ist eine Landesstraße in Österreich. Sie verläuft auf einer Länge von 13,5 km durch das Salzkammergut. Die Weißenbacher Straße verbindet das Südufer des Attersees bei Weißenbach am Attersee mit dem Tal der Traun bei Mitterweißenbach. Sie verläuft zwischen dem Höllengebirge im Norden und dem Leonsberg im Süden durch das Weißenbachtal entlang dem Äußeren Weißenbach und dem Mitterweißenbach. Benannt ist die Straße nach dem Weißenbacher Sattel.

## Geschichte
Das Josephinische Lagebuch, eine Landesbeschreibung der oberösterreichischen Katastralgemeinden aus dem Jahre 1788, beschreibt die Fahrstraße „von Weißenbach nach Ischel“ (sic!) als einzige gut ausgebaute Straße am südlichen Attersee. Diese Straße wurde vom Salinenamt zu Gmunden unterhalten, auf ihr verkehrten nicht nur die Salztransporte aus Hallein, auch der Kaiser und seine Gäste nutzten diese Straße regelmäßig auf dem Weg von und nach Ischl. Das brachte ihr den Spitznamen Hofjagd-Landesstraße ein. 
Als die Fahrstraße am östlichen Ufer des Attersees um 1840 eröffnet wurde, umfasste die 39,4 km lange Atterseer Bezirksstraße nicht nur die Neubaustrecke von Timelkam bis Weißenbach, sondern auch den traditionsreichen Streckenabschnitt zwischen Weißenbach und Mitterweißenbach. Infolge der gesetzlich verordneten Umbenennung der oberösterreichischen Landesstraßen wurde die Weißenbacher Straße seit 1932 als Teil der Mondseestraße geführt.
Nach dem Anschluss Österreichs wurde das oberösterreichische Straßennetz nach reichsdeutschem Vorbild neu geordnet. Die Straße zwischen Weißenbach und Mitterweißenbach wurde am 1. April 1940 zur Landstraße I. Ordnung erklärt und als L.I.O. 13 bezeichnet.
Die Weißenbach-Mitterweißenbach Straße gehört seit dem 1. Jänner 1950 zum Netz der Bundesstraßen in Österreich.